# Boryleny

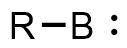
Obecný vzorec borylenu

Boryleny jsou borité analogy karbenů. Mají obecný vzorec R-B, kde R je organická funkční skupina B atom boru s volným elektronovým párem. Převažují u nich singletové základní stavy, kde má bor dva prázdné sp2 orbitaly a jeden dvojnásobně obsazený. Protože je na bor navázán jen jeden substituent, tak má borylenový bor větší nedostatek elektronů než uhlíkový atom v karbenech. Z tohoto důvodu jsou stabilní boryleny méně běžné než stabilní karbeny. Některé boryleny, například monofluorid boritý (BF) a monohydrid boritý (BH), také nazývaný jednoduše borylen, byly identifkovány mikrovlnnou spektroskopií a mohou se vyskytovat ve hvězdách. Další boryleny se vyskytují jako reaktivní meziprodukty a mohou být zachyceny pouze pomocí chemických pastí.
První stabilní borylenový komplex [(OC)5WBN(SiMe3)2] popsal Holger Braunschweig v roce 1998. V této sloučenině je borylen koordinován na atom přechodného kovu. Boryleny mohou být stabilizovány také jako adukty s Lewisovými zásadami, jako jsou například NHC karbeny. Další možnosti představují cyklické alkylaminokarbeny (CAAC) i jiné Lewisovy zásady použité jako bis-adukty.

## Volné boryleny

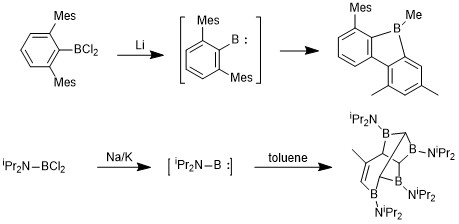
Nahoře: Redukcí arylboritého dichloridu vzniká borylen. Tento meziprodukt se naváže na vazbu C-C v mesitylové skupině. Dole: Reduckcí dichloraminoboranu sodíkem nebo draslíkem se vytvoří aminoborylen. Čtyři ekvivalenty této sloučeniny reagují s toluenem za vzniku komplexního produktu.

Volné boryleny nebyly izolovány, jsou ovšem předměty řady výpočetních studií a zkoumány spektroskopicky i experimentálně. B-R (R = H, F, Cl, Br, I, NH2, C2H, fenyl) lze pozorovat pomocí mikrovlnné nebo imfračervené spektroskopie za nízkých teplot. Jako reaktivní meziprodukty jsou boryleny schopny aktivovat silné jednoduché vazby C-C, přičemž se tvoří podobné produkty jako u organokovových oxidačních adicí. Nejčastějším způsobem vzniku borylenů je redukce organoborandichloridu, další možností je fotolýza jiných boranů.
Výpočty bylo zjištěno, že HOMO se skládá z nevazebných elektronů na boru (typu nσ, s hybridizací sp). LUMO a LUMO+1 jsou prázdné ortogonální orbitaly typu pπ a jsou energeticky degenerované, pokud R nenarušuje symetrii molekuly. Na rozdíl od karbenů, které se mohou vyskytovat v singletových i tripletových základních stavech mají všechny zkoumané boryleny pouze singletový základní spinový stav. Nejmenší rozdíl energie mezi singletovým a tripletovým stavem byl vypočítán na 34 kJ/mol, a to u Me3Si-B.
Výjimku z tohoto pravidla představuje aminoborylen (H2NB), u něhož volný elektronový pár na dusíku dodává elektrony do jinak neobsazeného p orbitalu boru a mezi borem a dusíkem je tak dvojná vazba; π* kombinace těchto interakcí slouží jako LUMO+1.

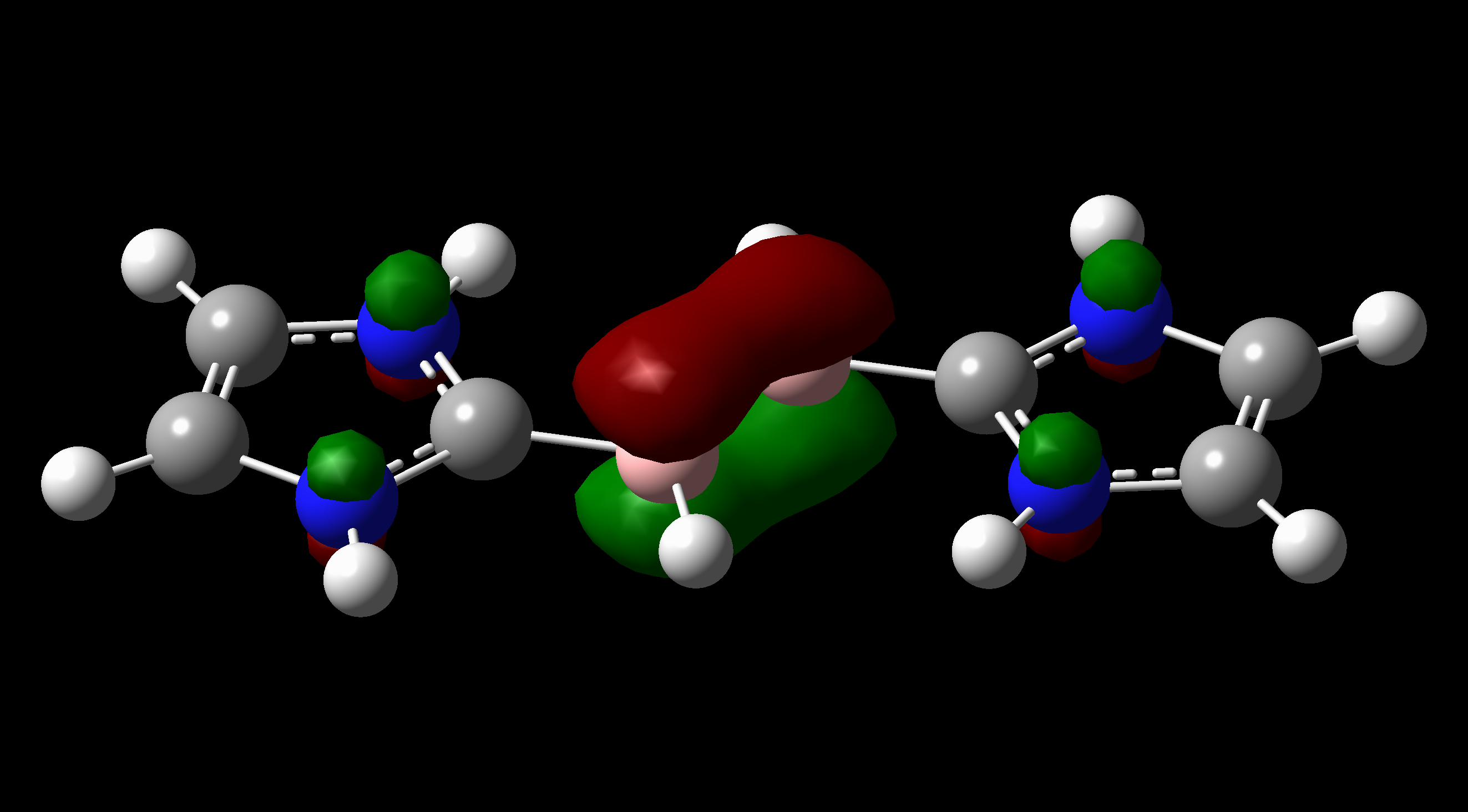
B-B π vazebný HOMO diborenu.

## Monostabilizované boryleny

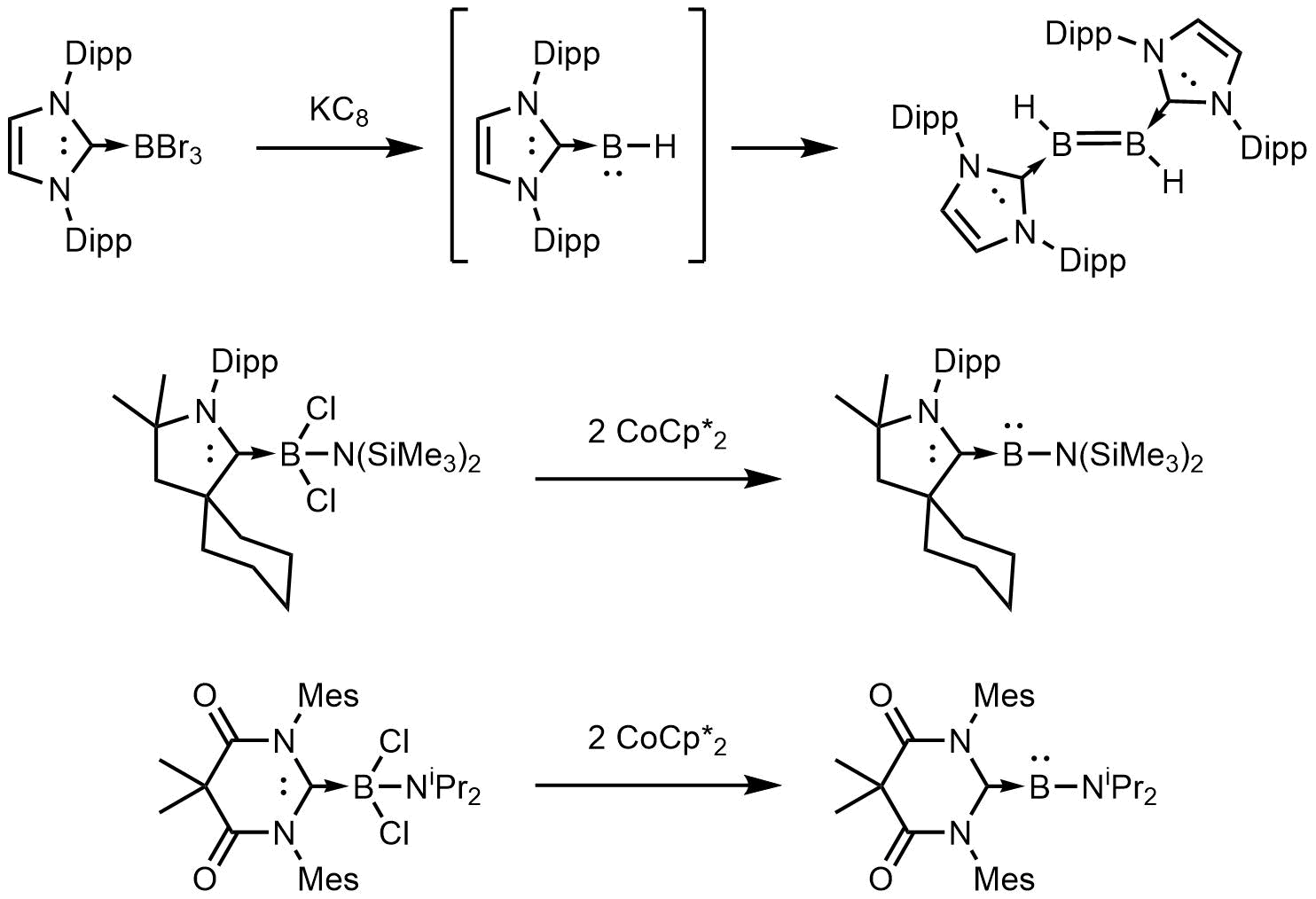
Nahoře: Dimer diborenu vytvořený redukcí (NHC)boranového aduktu. Uprostřed a dole: dva příklady monostabilizovaných borylenů, s CAAC a DAC ligandy.

První borylen stabilizovaný jednou Lewisovou zásadou byl popsán v roce 2007; vyskytoval se jako dimer—diboren. (NHC)BBr3 adukt byl redukován, pravděpodobně na (NHC)B-H meziprodukt, který se následně dimerizoval na diboren. Byly pozorovány i jiné podobné sloučeniny s jednoduchými vazbami B-B. Diboren měl neobvykle krátké vazby mezi atomy boru b(156,0(18) pm), což naznačovalo přítomnost dvojné vazby. Byly provedeny výpočty na základě teorie funkcionálu hustoty a nevazebných orbitalů u modelového systému (s Dippovými skupinami nahrazenými atomy H). Rozdíly mezi předpovězenou a experimentálně zjištěnou krystalovou strukturou byly přičteny především narušení rovinnosti molekuly objemnými Dippovými skupinami. HOMO byl identifikován jako B-B π vazebný orbital a HOMO-1 jako směs B-H a B-B σ vazebného orbitalu. Výpočty nevazebných orbitalů tyto výsledky potvrdily, populace B-B σ- and π vazebných orbitalů jsou podle nich 1,943 a 1,382.

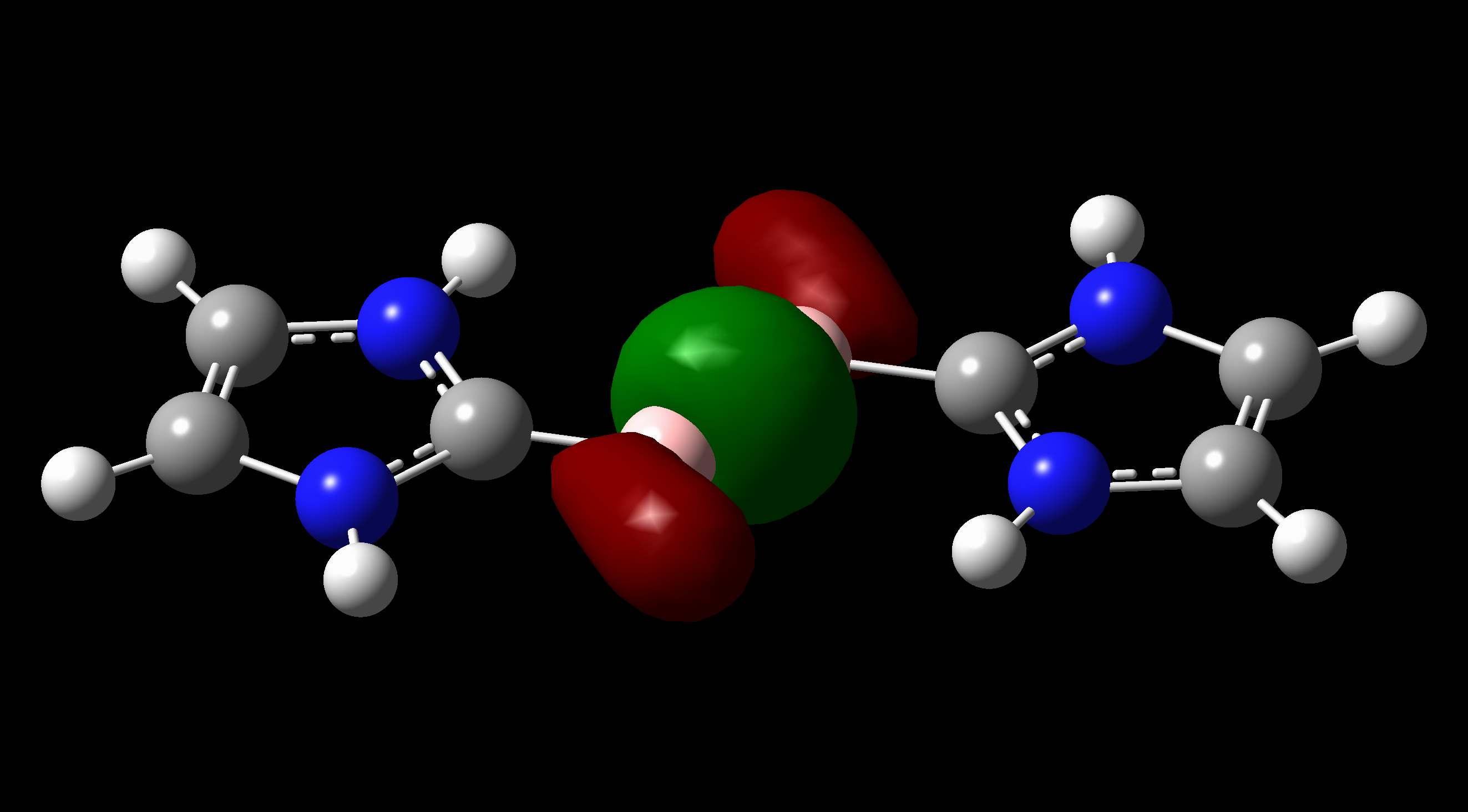
B-B σ vazebný HOMO-1 diborenu.

Byla vytvořena a izolována řada podobných sloučenin a provedeny byly též studie předpokládaných monostabilizovaných borylenových meziproduktů. Izolovatelný případ byl získán až v roce 2014. Betrand et al. zjistili, že díky elektropozitivitě boru a z toho vyplývající převažující chudost na elektrony vede k tomu, že CAAC (cyklický (alkyl)(amino)karben) je zde lepší Lewisovou zásadou než běžněji používaný NHC. Adukt NHC a boranu byl připraven a poté redukován prostřednictvím Co(Cp*)2. Jeden ekvivalent redukčního činidla vytvořil aminoborylový radikál a druhou redukcí vznikl (CAAC)borylen. Další použitou skupinou byl DAC (diamidokarben); redukce (DAC)boranového derivátu vedla k analogickému (DAC)borylenu. I když má C=B=NR2 struktura podobné vlastnosti jako aminoboraalkeny, tak bylo po prozkoumání molekulových orbitalů zjištěno, jak se očekávalo, že HOMO má π symetrii vzniklou dodáním volného elektronového páru boru do prázdného orbitalu uhlíkového atomu. Volný pár dusíku předal elektrony do prázdného orbitalu boru za vzniku vazby π; kombinace těchto fází vytváří vysokoenergetický LUMO+2.

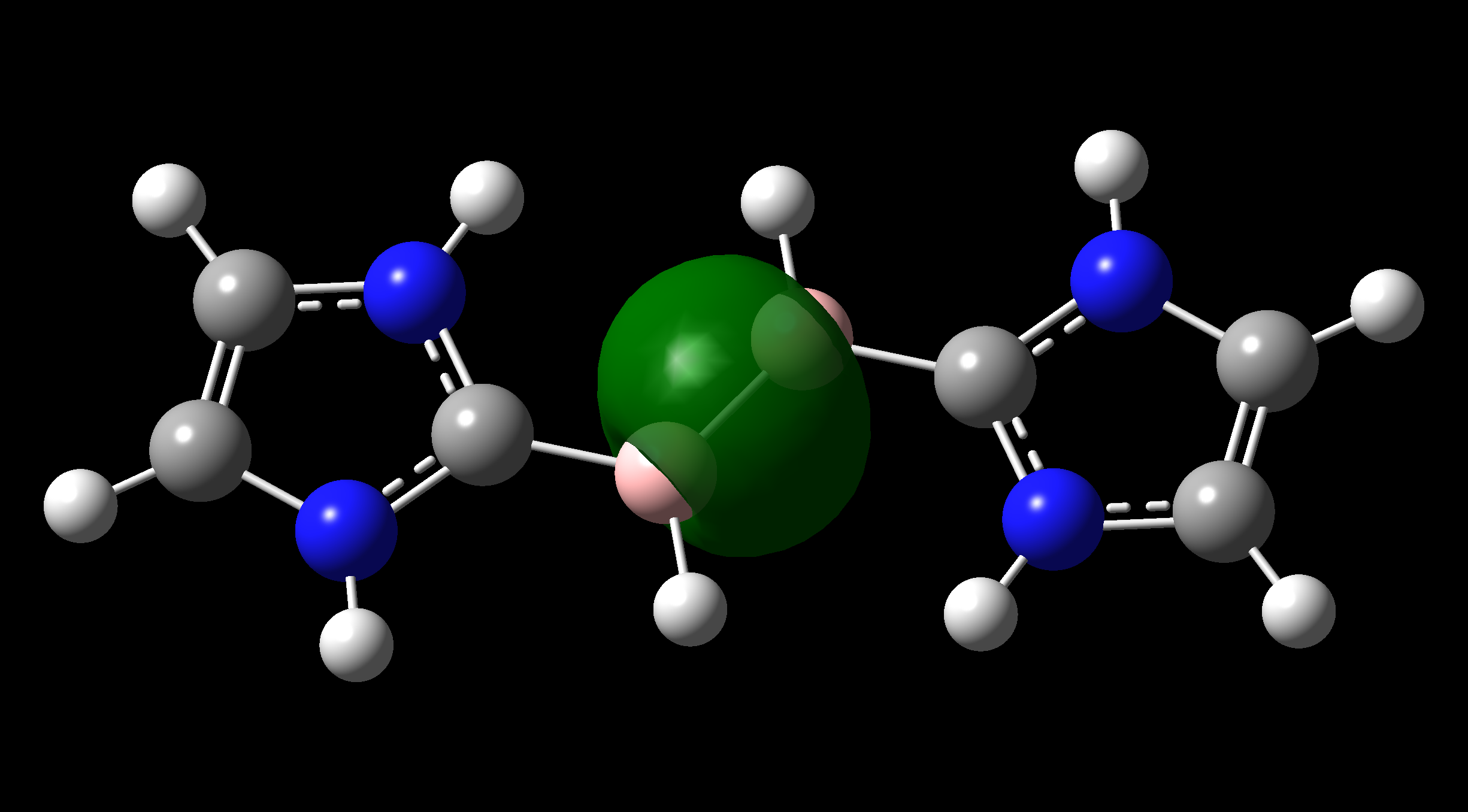
Nevazebný orbital diborenu odvozený od σ vazby B-B

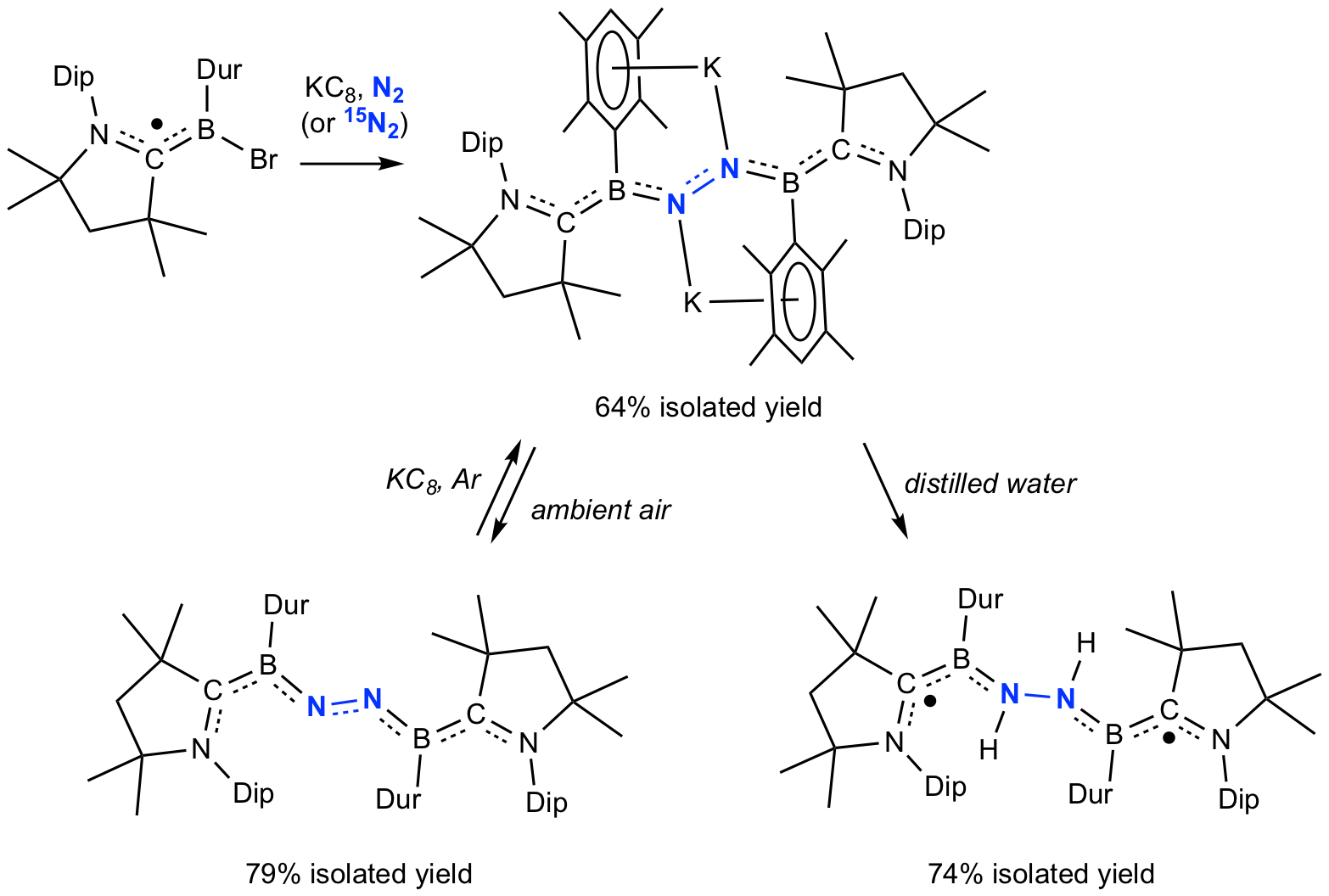
Braunschweigova aktivace didusíku pomocí borylenového meziproduktu

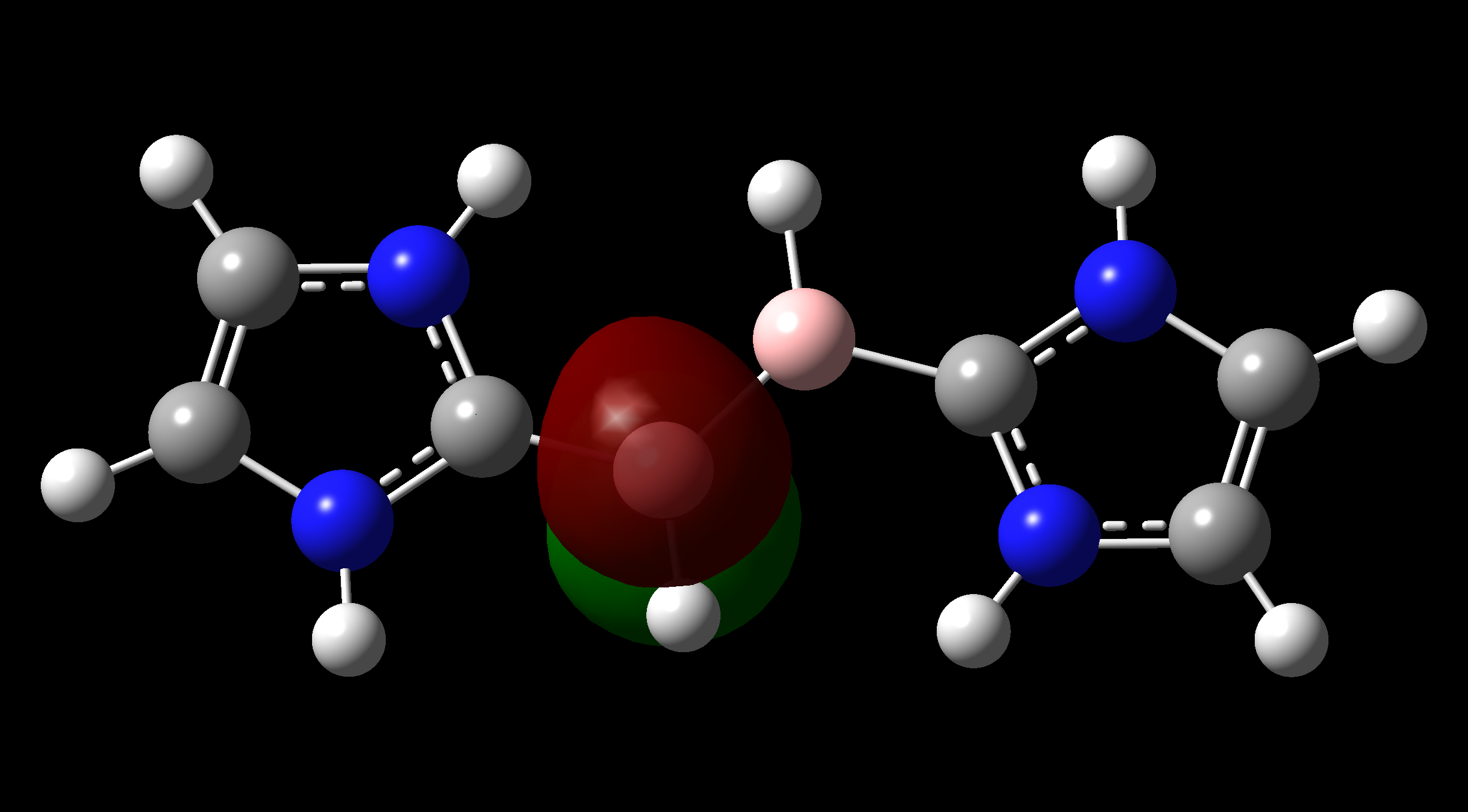
Nevazebný orbital diborenu odvozený od volného páru

První případ didusíkové fixace u prvku bloku p popsal roku 2018 Holger Braunschweig, šlo o molekulu didusíku navázanou mezi dva Lewisovou zásadou stabilizované boryleny. Vzniklý dianion byl pak oxidován na neutrální sloučeninu, jež podstoupila redukci s využitím vody.

## Bis-stabilizované boryleny

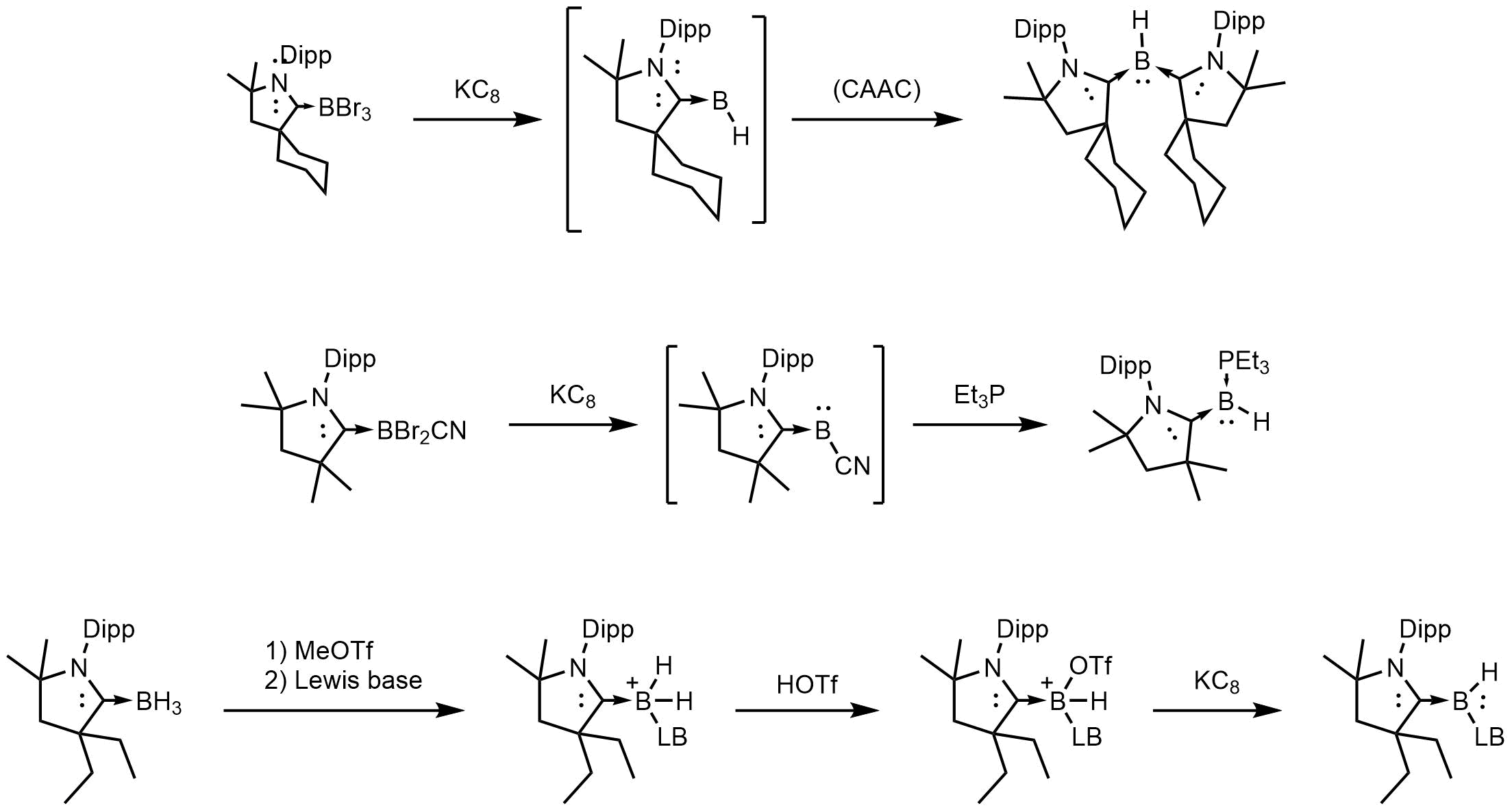
Distabilizovaný borylen

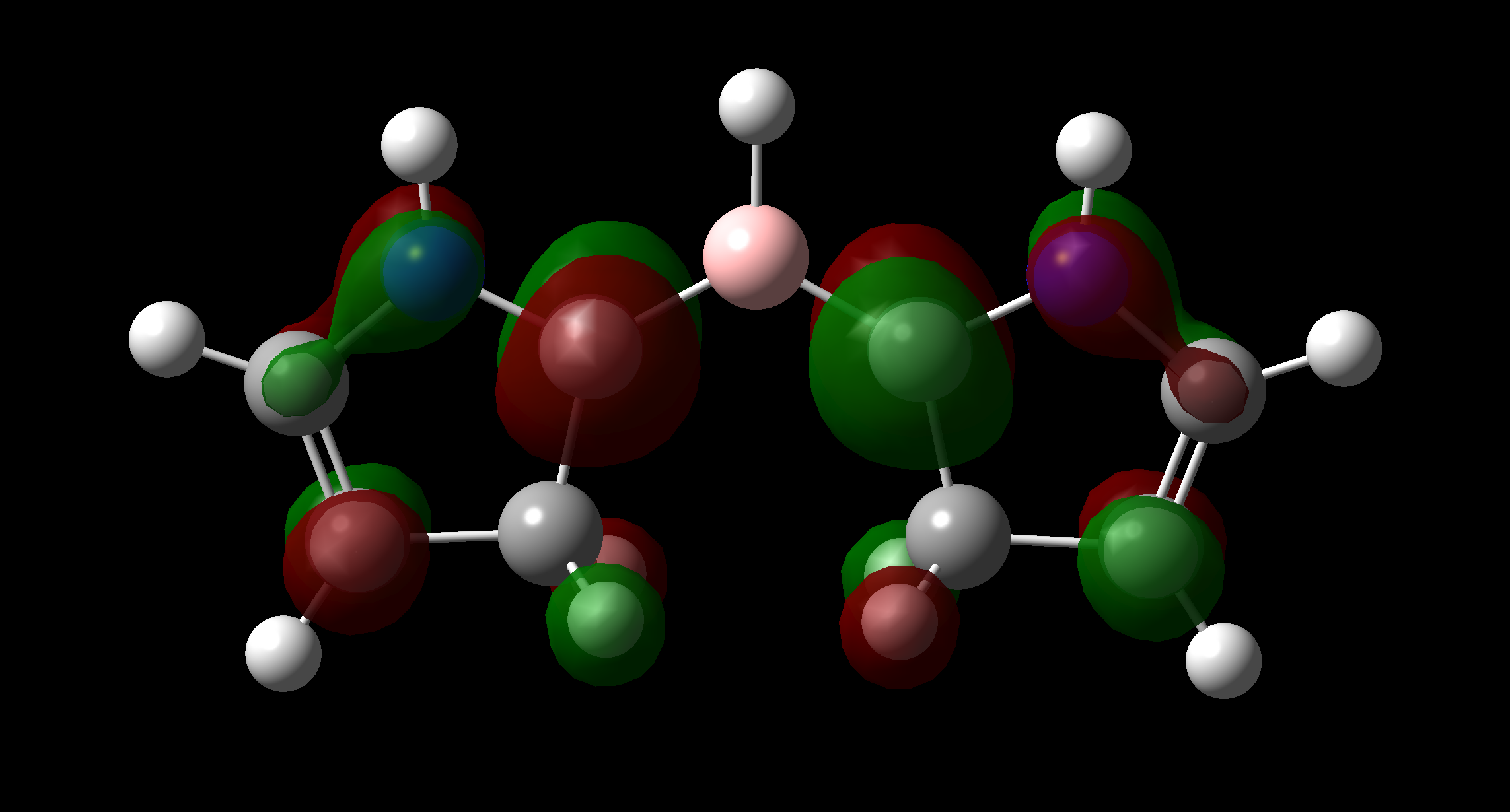
LUMO sloučeniny bis(CAAC)BH

Na základě Robinsonovy syntézy diborenu připravil Guy Bertrand v roce 2011 s využitím CAAC první bis-stabilizovaný borylen.. Redukcí (CAAC)BBr3 pomocí KC8 za přítomnosti nadbytku CAAC vznikl bis(CAAC)BH. Bylo zjištěno, že proběhlo odštěpení atomu vodíku z arylu CAAC. Redukcí (CAAC)BBr3 se tvořil stejný koncový borylen i za nepřítomnosti další Lewisovy zásady; mechanismus není dosud dobře prozkoumán. Tento postup byl také využit k přípravě smíšených bis-stabilizovaných borylenů. Navrženo bylo i několik dalších postupů. Jeden z nich spočívá v odštěpení hydridu z (CAAC)BH3 prostřednictvím methyltriflátu. Reakcí s Lewisovou zásadou, kyselinou trifluormethansulfonovou a nakonec s KC8 vznikl konečný produkt (CAAC)(Lewisova zásada)BH. I když zde byly použity pouze některé určité Lewisovy zásady, tak bylo očekáváno, že lze tento postup zobecnit. Mnoho dalších sloučenin tohoto druhu bylo připraveno s využitím komplexů borylenů s přechodnými kovy jako prekurzorů. Působením (OC)5M=B-Tp na oxid uhelnatý či acetonitril se tvořily příslušné adukty: (CO)2B-Tp a (MeNC)2B-Tp.

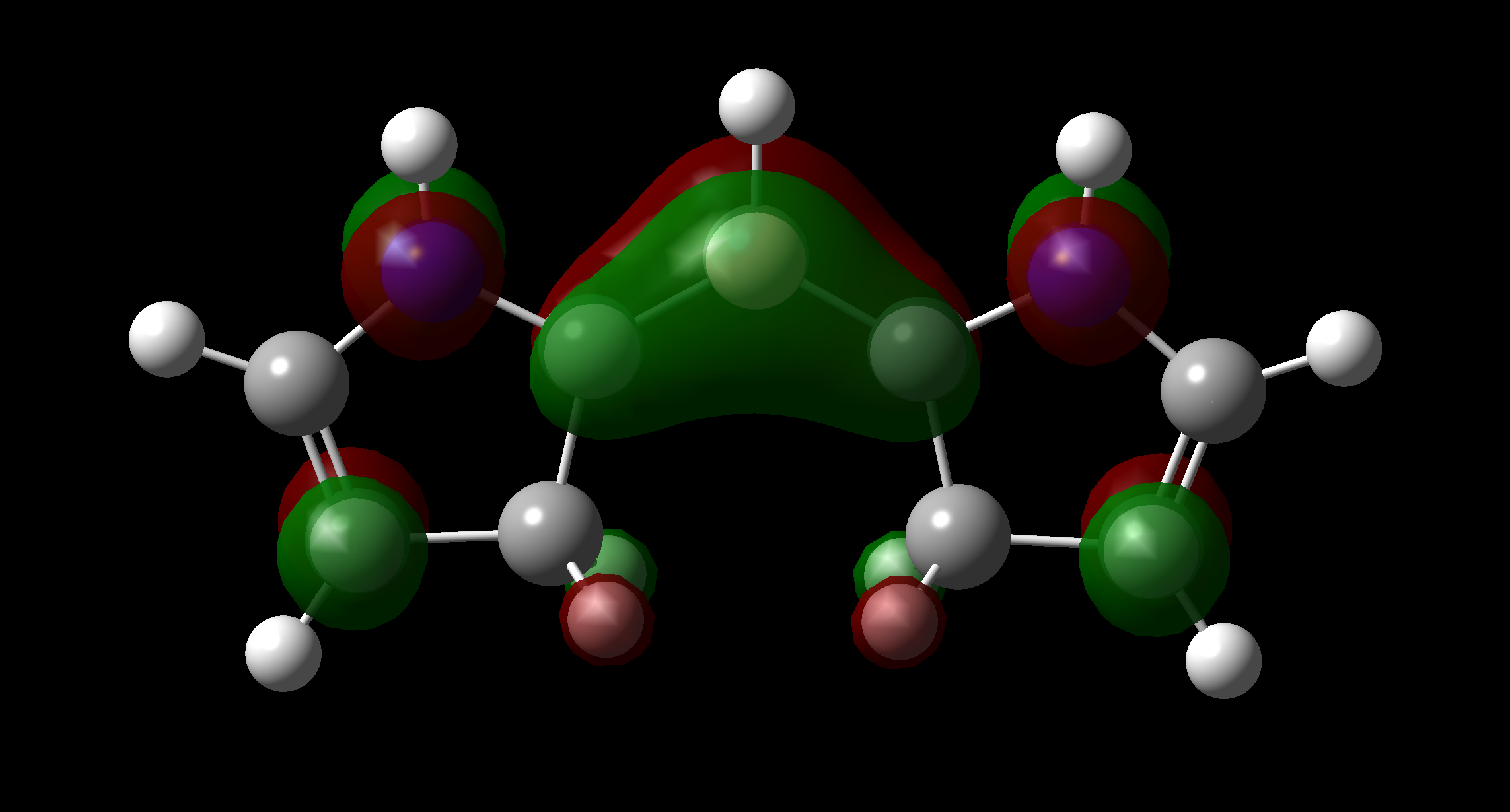
HOMO sloučeniny bis(CAAC)BH

Vazby v těchto komplexech jsou podobné jako u monostabilizovaných. Ve všech známých příkladech je přítomen alespoň jeden π akceptorový ligand a síla vazby B-L bond závisí na π-kyselosti Lewisovy zásady. Orbitaly zde mají nízké energie σ-donace orbitalů ze zásady na bo a LUMO vytvářejí π-interakce mezi volným elektronovým párem boru a Lewisovou zásadou. Vypočtené elektronové struktury řady borylenových komplexů byly srovnány s příslušnými izoelektronickými homology: komplexy uhlíku (CL2) a dusíkových kationtů ((N+)L2).

## Komplexy borylenů s přechodnými kovy
První komplex borylenu a přechodného kovu popsali Braunschweig et al, jednalo se o sloučeninu obsahující borylenový ligand tvořící můstek mezi dvěma manganovými centry: [μ-BX{η5-C5H4R}Mn(CO)2}2] (R = H, Me; X = NMe2). První koncový borylenový komplex, [(CO)5MBN(SiMe3)2], připravila stejná skupina o několik let později. Jinými vědeckými týmy byly navrženy další dvě struktury - [(CO)4Fe(BNMe2)] a [(CO)4Fe{BN(SiMe3)2}], jejich existence však nebyla potvrzena kvůli nesrovnalostem v datech z 11B-NMR. Popsán byl také velký počet diborylenových komplexů. První z nich, [(η5-C5Me5)Ir{BN(SiMe3)2}2], byl připraven fotochemickou reakcí [(η5-C5Me5)Ir(CO)2] a [(OC)5Cr{BN(SiMe3)2}]. Tyto komplexy se mohou účastnit neobvyklých reakcí, jako je párování borylenu a oxidu uhelnatého jako ligandu. Katenací komplexu borylenu a železa byl vytvořen komplex železa a tetraboru (B4).
Interakce mezi přechodnými kovy a boryleny se podobají těm u Lewisových kyselin a borylenů. Tyto systémy byly zkoumány v řadě výpočetních studií; například v případě [(CO)4Fe{BN(SiH3)2}] bylo zjištěno, že na boru je podle očekávání nízká elektronová hustota (náboj +0,59). Vazebné π-orbitaly vazeb Fe-B mají populace 0,39 a 0,48; u vazby σ je tato hodnota 0,61. Wibergův index vazby Fe-B je tak 0,65 (například u vazby Fe-CO ve stejném komplexu činí 0,62 a v odpovídajícím komplexu wolframu 0,82. Vazby mezi přechodnými kovy a boryleny jsou tak velmi silné, mají ovšem silně iontovou povahu. Na rozdíl od příslušných komplexů kovů a karbynů byl řád vazby ve všech zkoumaných případech menší než 1.